# Федерация женщин Ганы
Федерация женщин Ганы (англ. Ghana Federation of Women) — неправительственная женская организация в Африке. 
Организация располагалась в Золотом Берегу и была одной из первых женских организаций Ганы. Прежнее название — «Национальная федерация женщин Золотого Берега» (англ. National Federation of Gold Coast Women, NFGCW). Основанная Эвелин Амартейфио в 1953 году, федерация была распущена в 1960 году, когда Кваме Нкрума установил государственный контроль над женскими организациями в стране.

## История
В 1953 году пример Федерации женщин Ямайки вдохновила Эвелин Амартейфио попытаться создать аналогичную зонтичную организацию на Золотом Берегу:

У нас было множество групп женщин-продавцов на рынках, обществ взаимопомощи, церквей и благотворительных женских организаций, но не было центрального органа. Я чувствовала, что если мы объединим все организации, мы сможем лучше продвигать интересы женщин.
Амартейфио консультировалась с другими женщинами-лидерами, включая Джорджину Арден-Кларк (англ. Georgina Arden-Clarke), главу «Женской ассоциации Аккры» (англ. Accra Women's Association), различных женщин-педагогов, членов Ассоциации девушек-наставников Ганы и Ассоциации женщин рынка Аккры (англ. Accra Market Women Association). В июле-августе 1953 года была создана «Национальная федерация женщин Золотого Берега», президентом которой стала Мерси Ффулкс-Крэбб, а покровителем – Фатия Нкрума.
Чтобы улучшить положение женщин, федерация выступала за признание колониальным правительством традиционных браков, подала петицию против дискриминации в сфере занятости, брака и наследования. В 1957 году федерация начала издавать ежеквартальный журнал под названием «The Federation», а затем «The Gold Coast Woman».
Федерация наладила контакты с неприсоединившимися международными женскими организациями, такими как Ассоциация сельских женщин мира, Международный альянс женщин и Международный женский союз за мир и свободу . Чтобы сохранить политическую беспартийность ассоциации Амартейфио пыталась противостоять давлению Народной партии конвента создать единую контролируемую правительством националистическую женскую группу. Однако в апреле 1960 года федерация была вынуждена сменить название на «Федерация женщин Ганы». При финансовой поддержке правительства Нкрумы организация провела конференцию женщин Африки и африканского происхождения в Университетском колледже в Аккре в июле 1960 года. Конференция получила международную известность при поддержке Сент-Клера Дрейка, Дороти Пайзер, Эры Белл Томпсон, Ширли Грэма Дюбуа. Среди выступавших были Дороти Фереби, Паули Мюррей и Анна Арнольд Хеджман.

## Преобразование
После конференции правительство настаивало на централизации женских групп. 10 сентября 1960 года Нкрума распустил федерацию, провозгласив новый контролируемый правительством Национальный совет женщин Ганы, заменивший Федерацию, Женскую лигу Ганы и некоторые другие более мелкие женские группы, единственной уполномоченной национальной женской организацией.